# Cantonul Moûtiers
Cantonul Moûtiers este un canton din arondismentul Albertville, departamentul Savoie, regiunea Rhône-Alpes, Franța.

## Comune
- Aigueblanche
- Les Avanchers-Valmorel
- Le Bois
- Bonneval
- Feissons-sur-Isère
- Fontaine-le-Puits
- Hautecour
- La Léchère
- Moûtiers (reședință)
- Notre-Dame-du-Pré
- Saint-Jean-de-Belleville
- Saint-Marcel
- Saint-Martin-de-Belleville
- Saint-Oyen
- Salins-les-Thermes
- Villarlurin